# Giai cấp tiểu tư sản

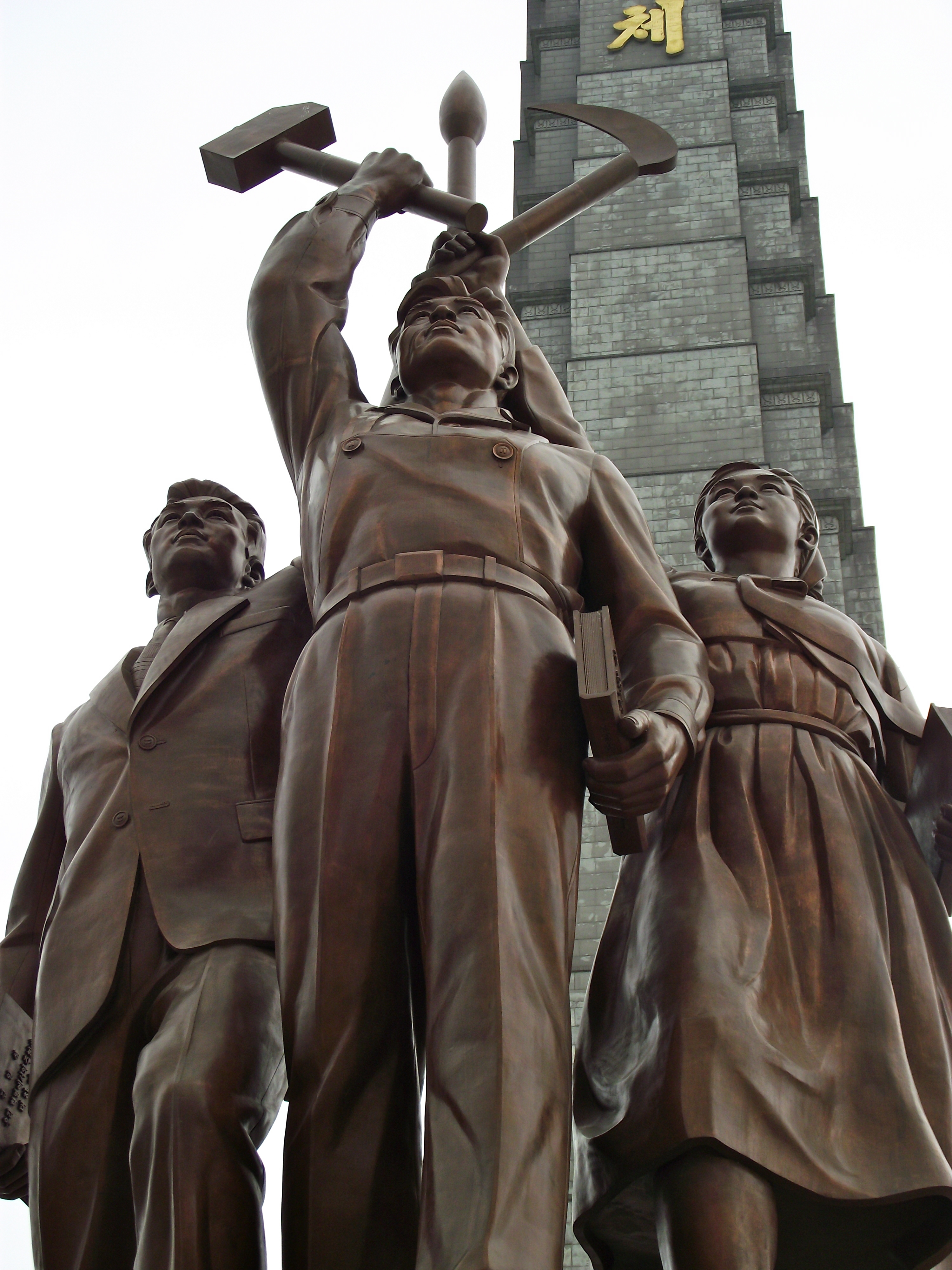
Tháp Chủ Thể ở Bắc Triều Tiên với hình ảnh công nhân (cầm búa), nông dân (cầm liềm) và trí thức tiểu tư sản (cầm bút) là ba lực lượng chủ thể của cách mạng xã hội chủ nghĩa

Giai cấp tiểu tư sản hay tiểu tư sản (Petite bourgeoisie) là một thuật ngữ dùng để chỉ một tầng lớp xã hội bao gồm nông dân tự do và thương nhân có quy mô nhỏ lẻ. Họ được đặt tên là tiểu tư sản bởi vì lập trường tư tưởng kinh tế-chính trị của họ trong thời kỳ ổn định phản ánh giai cấp tư sản cao cấp (giai cấp tư sản cao cấp hoặc tầng lớp thượng lưu) đúng nghĩa. Thông thường, giai cấp tiểu tư sản cố tìm cách tự nhận mình là giai cấp tư sản cao cấp, những người có đạo đức, ứng xử và lối sống tư sản mà họ khao khát và cố gắng bắt chước. Thuật ngữ này có từ thời kỳ Cách mạng Pháp, nếu không thì sớm hơn là góc độ kinh tế-chính trị và đề cập đến chủ nghĩa duy vật lịch sử. Ban đầu tiểu tư sản biểu thị một tầng lớp phụ của tầng lớp trung lưu vào thế kỷ 18 và đầu thế kỷ 19 ở Tây Âu.
Vào giữa thế kỷ 19, nhà kinh tế học người Đức Karl Marx và các nhà lý thuyết Marxist khác đã sử dụng thuật ngữ giai cấp tiểu tư sản để xác định về mặt học thuật tầng lớp kinh tế xã hội của giai cấp tư sản bao gồm chủ cửa hàng và nghệ nhân tự kinh doanh. Chủ tịch Hồ Chí Minh xác định giai cấp tiểu tư sản là phần lớn những người lao động trí óc, và những người có công nghiệp, thương nghiệp nhỏ, có thủ công nghiệp. Trong công cuộc kháng chiến kiến quốc, trong sự nghiệp xây dựng dân chủ mới, tiểu tư sản là một bộ phận trong động lực cách mạng, là bạn đồng minh của giai cấp công nhân. Địa vị ấy rất rõ ràng. Hồ Chí Minh cũng chỉ ra nhiều khuyết điểm cố hũu của giai cấp tiểu tư sản cần được cải tạo.

## Tính chất và vai trò

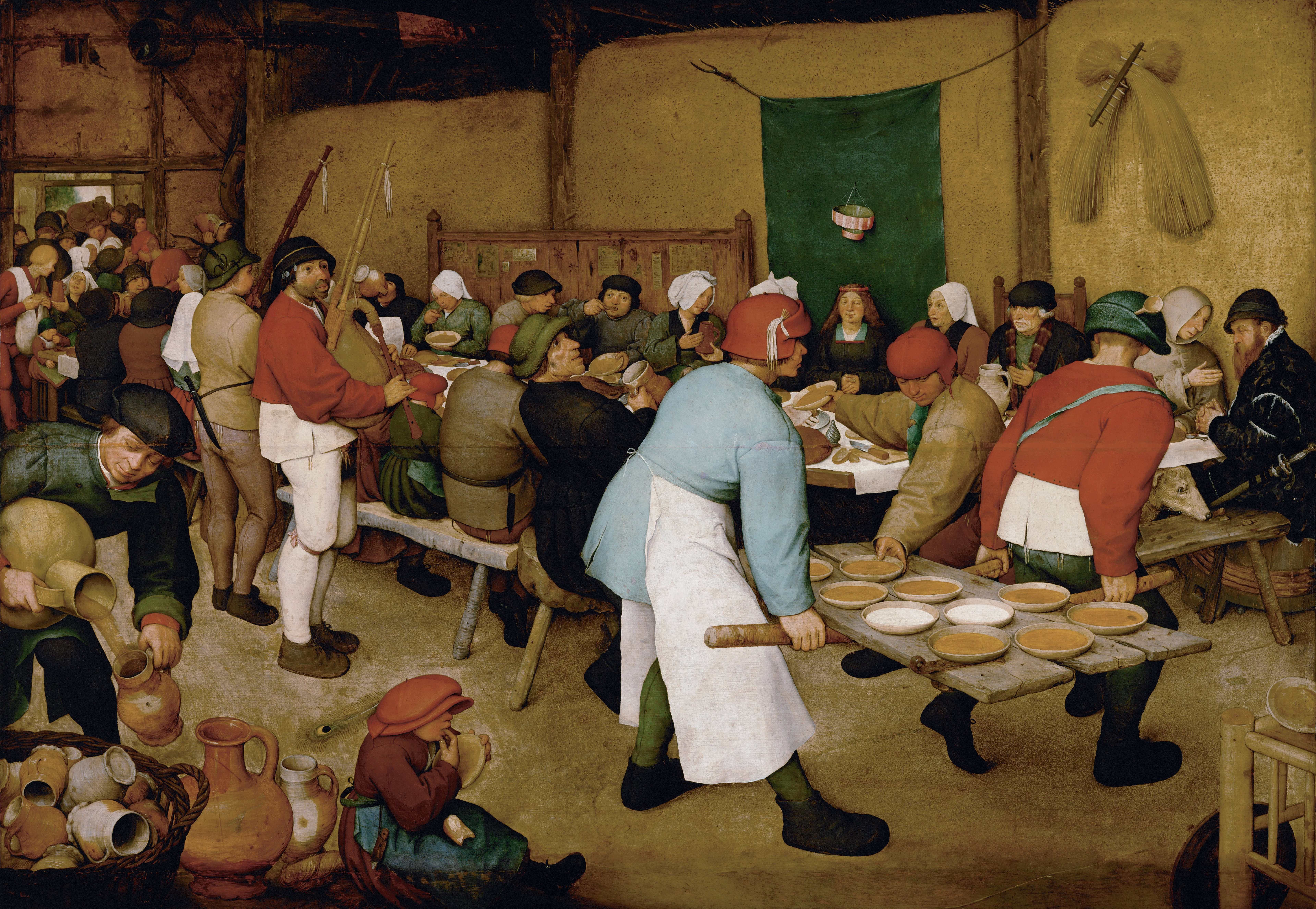
Một đám cưới nông dân trong đó có hiện diện tầng lớp tiểu tư sản

Ph. Ăng-ghen đã viết trong tác phẩm "Cách mạng và phản cách mạng ở Đức" ngày 02 tháng 10 năm 1852, tại Phần XVIII. Những người tiểu tư sản rằng người tiểu nông có khuynh hướng liên minh với người tiểu tư sản. Giai cấp những người tiểu tư sản ấy, mà nhiều lần chúng tôi đã nhấn mạnh tầm quan trọng và ảnh hưởng của nó, có thể được coi là giai cấp lãnh đạo cuộc khởi nghĩa tháng Năm 1849, cho nên giai cấp tiểu tư sản luôn luôn chiếm ưu thế trong những thành phố vừa và nhỏ, đã nắm được quyền lãnh đạo phong trào. Giai cấp tiểu tư sản, vĩ đại về mặt khoe khoang, lại rất không có khả năng hành động và lẩn tránh một cách nhút nhát khi cần phải làm một cái gì nguy hiểm. Tính chất nhỏ nhen manh mún của những việc giao dịch buôn bán và những hoạt động tín dụng của nó đã ảnh hưởng sâu sắc tới tính cách riêng của nó khiến cho tính cách này mang dấu ấn của sự thiếu nghị lực và thiếu tinh thần tháo vát, vì vậy phải thấy trước rằng hoạt động chính trị của nó sẽ mang những đặc điểm ấy.
Nên trên thực tế, giai cấp tiểu tư sản đã khuyến khích cuộc khởi nghĩa bằng những lời lẽ trống rỗng và những lời huênh hoang về những điều nó quyết định làm; khi hoàn toàn trái với ý muốn của nó, cuộc khởi nghĩa đã nổ ra, thì nó vội đoạt lấy chính quyền; nhưng nó chỉ sử dụng chính quyền đó để thủ tiêu những kết quả của khởi nghĩa. Ở bất cứ nơi nào mà một cuộc xung đột vũ trang đã đưa tình hình đến một cuộc khủng hoảng nghiêm trọng thì bọn tiểu tư sản đều khiếp sợ tình hình nguy hiểm đối với chúng. Bị kẹt giữa hai nguy cơ, bị đe dọa tứ phía, giai cấp tiểu tư sản không biết sử dụng quyền lực của nó bằng cách nào khác hơn là cứ để mặc cho tình hình phát triển tự nhiên, sách lược, hay nói cho đúng hơn là sự hoàn toàn thiếu sách lược của giai cấp tiểu tư sản thì ở nơi nào cũng giống nhau. Thế nhưng phong trào một khi rơi vào tay giai cấp tiểu tư sản, là bị thất bại ngay từ đầu.
Trong cơ cấu giai cấp-xã hội ở Việt Nam hiện nay, ngoài giai cấp công nhân, nông dân, tầng lớp trí thức và các tầng lớp nhân dân lao động, còn có bộ phận tư sản, tiểu tư sản, các thế lực thù địch phản động chống phá chủ nghĩa xã hội. Theo tư tưởng Hồ Chí Minh, cách mạng xã hội tức là giai cấp tiến bộ lãnh đạo nhân dân đánh đổ giai cấp phản động, lật đổ xã hội cũ, xây dựng xã hội mới. Những giai cấp ủng hộ và tham gia cách mạng xã hội tức là động lực cách mạng. Động lực này gồm có các giai cấp: công nhân, nông dân, tiểu tư sản và giai cấp tư sản dân tộc. Vì bị đế quốc và phong kiến áp bức bóc lột thậm tệ nên các giai cấp công nhân, nông dân, tiểu tư sản nhiệt liệt mong muốn đánh đổ chúng. Chủ tịch Hồ Chí Minh khẳng định: "Theo tính chất cách mạng của mỗi nước mà quyết định động lực cách mạng bao gồm những giai cấp nào. Tính chất cách mạng của ta là cách mạng dân chủ mới, cho nên động lực cách mạng gồm có những giai cấp: công nhân, nông dân, tiểu tư sản. Trong một thời kỳ và một trình độ nhất định, giai cấp tư sản dân tộc cũng là động lực cách mạng" Giai cấp nông dân và tiểu tư sản khao khát độc lập, tự do, hăng hái chống đế quốc và phong kiến, nhưng không thể vạch ra con đường giải phóng đúng đắn và không thể đóng vai trò lãnh đạo cách mạng. Thất bại của các cụ Hoàng Hoa Thám, Phan Bội Châu, Phan Chu Trinh nói lên một sự thật lịch sử là không thể cứu nước trên lập trường phong kiến hay lập trường của giai cấp tư sản, tiểu tư sản.

## Tư tưởng Hồ Chí Minh
Hồ Chí Minh (Nguyễn Ái Quốc) khi xúc tiến công cuộc truyền bá chủ nghĩa Mác-Lênin về nước đã tìm thấy khả năng cách mạng của tiểu tư sản trong quá trình tập hợp lực lượng. Tuy nhiên, tiểu tư sản Việt Nam lúc này còn non yếu và thiếu bản lĩnh chính trị. Bản Báo cáo gửi Quốc tế cộng sản về phong trào cách mạng ở Việt Nam có đoạn: "Tiểu tư sản không nhiều, là một phần tử bấp bênh. Nó chịu sự chi phối bởi nhiều thứ triết lý, như là nó hướng vào phong trào dân tộc rất vội vã. Nó nhút nhát". Trong khi lên án Quốc tế II theo đuôi bọn đế quốc đàn áp phong trào cách mạng thế giới, Người đã ví tổ chức này với tổ chức của tiểu tư sản "Trong chính sách thuộc địa của Quốc tế thứ hai, bất cứ ở đâu cũng lộ rõ bộ mặt thật của tổ chức tiểu tư sản". Sự "nhút nhát", "vội vã", "bấp bênh", "cải lương, ôn hòa", tính "tự phát" đó là biểu hiện của những thành phần chưa được giác ngộ, và bị ảnh hưởng nhiều luồng tư tưởng trước khi chủ nghĩa Mác–Lênin thâm nhập, đây cũng là tình trạng chung của tiểu tư sản ở các nước thuộc địa và phụ thuộc lúc bấy giờ. Điều này chứng tỏ, khi mới ra đời, giai cấp tiểu tư sản Việt Nam tuy giàu lòng yêu nước, nhưng phong trào đấu tranh còn mang tính tự phát, chưa có đường lối chính trị rõ ràng, bên cạnh những ưu điểm, tiểu tư sản Việt Nam cũng bộc lộ một số khuyết điểm lớn: "trí thức và học sinh thường mắc những nhược điểm rất to, như: lý luận không đi đôi với thực hành, xem khinh lao động, tư tưởng mơ hồ, lập trường không vững, khi hành động thì hay lung lay".
Trong xã hội còn giai cấp, thì người ta ai cũng có giai cấp và giai cấp tính. Ta phải thật thà nói rằng giai cấp tính tiểu tư sản có nhiều khuyết điểm cần phải cải tạo. Tiểu tư sản là một giai cấp lừng chừng giữa hai giai cấp trên, tính lừng chừng ở giữa hai giai cấp cách mạng và phản cách mạng triệt để gây nên những mâu thuẫn trong tư tưởng và những khuyết điểm trong hành động của tiểu tư sản. Nó không bóc lột như đại tư bản, cho nên nó không phản cách mạng. Nó không bị bóc lột tàn tệ như công nhân, cho nên cũng không cách mạng triệt để. Khi bị đế quốc và phong kiến áp bức, thì nó nghiêng về cách mạng. Khi cách mạng tiến mạnh, đòi mọi người phải chịu khổ, phải hy sinh, thì nó hoang mang, rụt rè. Ông cho rằng Muôn vật đều tiến hóa, thì tính chất, tư tưởng của con người cũng tiến hóa. Người tiểu tư sản có khuyết điểm, nhưng cũng có ưu điểm, cho nên nhất định cải tạo được. Những khuyết điểm chính là:
- Khuynh hướng cá nhân tự do: Vì cách sinh hoạt, vì thói quen, mà tiểu tư sản có tính rời rạc. Họ cho tổ chức và kỷ luật là bó buộc, khó chịu, mất tự do.
- Thiếu tinh thần nhẫn nại: Khi vui thích, khi hoàn cảnh thuận lợi thì hăng hái. Khi không vui thích, khi gặp khó khăn, thì dễ đâm ra chán nản, bi quan, tiêu cực. Do đó, khi thì quá tả, khi thì quá hữu.
- Giàu tính tự ái. Xem khinh lao động. Cho công nông là dốt nát, lạc hậu. Do đó, xa rời quần chúng, thiếu đoàn kết, kém dân chủ. Do đó mà cứ luẩn quẩn với câu hỏi "Ai lãnh đạo cách mạng?", dù sự thật là lịch sử đã trả lời dứt khoát câu hỏi đó từ lâu rồi. Cũng do đó mà khi thấy cất nhắc cán bộ công nông, thì lầm tưởng rằng không trọng trí thức.
- Nói và làm, hiểu biết và thực hành không nhất trí. Thí dụ, khi thật hăng thì nói "hy sinh tất cả để phụng sự nhân dân", song khi gặp công việc gì khó khăn, nguy hiểm thì lo cho thân mình và gia đình mình trước. Nông dân cày ruộng, công nhân xây nhà. Người tiểu tư sản trí thức thì "xây không hay, cày không thạo", những điều hiểu biết phần lớn chỉ là hiểu biết trong sách, trên giấy. Do đó, tư tưởng và quan điểm không thiết thực, không cụ thể.
- Hay tính toán, hay do dự, hay chủ quan. Dễ lay động, dễ quá trớn. Không kiên quyết, không triệt để.